# Шлунковий сік
Шлунко́вий сік — майже безбарвна сильно кисла багатокомпонентна рідина, яку виробляють залози шлунку для забезпечення процесу травлення.

## Склад
Безбарвна, сильно кисла (pH 1—1,5 у людей), злегка опалесцентна рідина.
Шлунковий сік на 99,4 % містить воду (Н2О), в якій розчинені основні компоненти — ферменти, соляна кислота і лукоїди.
Основним неорганічним компонентом шлункового соку є соляна кислота у вільному та зв'язаному з протеїнами стані. Також до складу входять хлориди, фосфати, сульфати, карбонати натрію, калію, кальцію та ін.
Серед органічних сполук — білки, муцин (слиз), лізоцим, ферменти (ензими) пепсин, продукти метаболізму.
Соляна кислота активує ферменти, полегшує розщеплювання білків, зумовлюючи їхню денатурацію і набухання, обумовлює бактерицидні властивості шлункового соку (перешкоджає розвитку в шлунку гнильних процесів), захищає кишки від потрапляння туди патогенних бактерій, виконуючи функцію шлункового бар'єра, стимулює виділення гормонів кишечника. За деяких порушень функції шлунку вміст у шлунковому соку соляної кислоти може підвищуватися або зменшуватися аж до її повної відсутності (ахілія). Слиз, до складу якого входять мукопротеїди, захищає стінки шлунку від механічних і хімічних подразників. У шлунковому соку міститься «внутрішній чинник» (чинник Касла), який сприяє всмоктуванню вітаміну B12.

## Виділення шлункового соку
Виділення шлункового соку визначається у першій, складній рефлекторній фазі секреції видом, запахом і смаком їжі; у другій, нейро-гуморальній фазі — хімічними та механічними подразненнями слизистої оболонки шлунку. За добу у людини відділяється до 2 літрів шлункового соку. Кількість, склад і властивості шлункового соку змінюються залежно від характеру їжі, а також при захворюваннях шлунку, кишок, печінки.
Власне процес виділення шлункового соку активізується, коли у шлунку з'являються пептиди і до крові починає надходити гормон гастрин, який спонукає шлункові залози виділяти шлунковий сік.

### Фази секреції
Фази шлункової секреції — це фази активації утворення виділення шлункового соку, які зумовлені різними нервові гуморальними регуляторними механізмами.
- У мозкову (складно-рефлекторну) фазу відбувається активація шлункового соковиділення на вигляд, запах, підготовку їжі для споживання через рецептори зору, слуху, (умовнорефлекторне збудження) та при надходженні їжі в ротову порожнину і збудженні тим самим рецепторів рота, язика, піднебіння, глотки (безумовнорефлекторна секреція).
- Шлункова (нервово-гуморальна) фаза відбувається при механічному і хімічному подразненні рецепторів слизової шлунка їжею, а також під впливом гуморальних факторів (гістаміну, гастрину тощо).
- Кишкова фаза настає при надходженні до кишок шлункового вмісту, що спричинює виділення ендокриноцитами слизової оболонки тонкої кишки гормонів, зокрема ентерогастрину (головний найпотужніший гуморальний фактор), які через кров стимулюють виділена шлункового соку.

## Дослідження шлункового соку
Дослідження шлункового соку проводиться у людини за допомогою зондування шлунку на тлі використання різних природних і фармакологічних подразників, у тварин — за допомогою штучно створюваного за удосконаленим І. П. Павловим методом ізольованого шлунка. Шлунковий сік, отриманий від деяких тварин, застосовувався всередину при лікуванні деяких захворювань органів травлення.

### Бікарбонати
Бікарбонати НСО3 — необхідні для нейтралізації соляної кислоти у поверхні слизової оболонки шлунка і дванадцятипалої кишки в цілях захисту слизової від впливу кислоти. Продукуються поверхневими додатковими (мукоїдними) клітинами. Концентрація бікарбонатів в шлунковому соку — 45 ммоль/л.

### Пепсиноген і пепсин
Пепсин є основним ферментом, за допомогою якого відбувається розщеплення білків. Існує кілька ізоформ пепсину, кожна з яких впливає на свій клас білків. Ізоформи пепсину виходять з пепсиногенів, коли останні потрапляють в середовище з певною кислотністю. За продукцію пепсиногенів у шлунку відповідають головні клітини фундального залоз.

### Слиз
Слиз — найважливіший фактор захисту слизової оболонки шлунка. Слиз формує шар гелю завтовшки близько 0,6 мм, який концентрує бікарбонати, які нейтралізують кислоту і, тим самим, захищають слизову оболонку від ушкоджувальної дії соляної кислоти та пепсину. Продукується поверхневими додатковими клітинами.

### Внутрішній фактор Касла
Внутрішній фактор Касла — фермент, який переводить неактивну форму вітаміну B12, яка надходить з їжею, в активну, засвоювану. Його секретують парієтальні клітини фундальних залоз шлунка.

### Хімічний склад шлункового соку
Основні хімічні компоненти шлункового соку: — вода (995 г /л); — хлориди (5-6 г /л); — сульфати (10 мг /л); — фосфати (10-60 мг /л); — гідрокарбонати (0 -12 г /л) натрію, калію, кальцію, магнію; — аміак (20-80 мг /л).
Хімічні властивості шлункового соку
Ферменти і їхні функції:
- Пепсин — початкове розщеплення білка;
- Ліпаза — розщеплює подрібнені на краплі жири;
- Хімозин — разом із пепсином діє на білки молока (звурджує);
- Желатиназа — розщеплює желатин, який є в сполучній тканині тваринних продуктів;
- Хлоридна кислота — створює оптимальні умови для дії пепсину, знешкоджує хвороботворні та гнильні бактерії, сприяє набряканню білків;
- Слиз — вкриває і захищає стінки шлунка від перетравлення пепсином.

### Обсяг продукції шлункового соку
За добу в шлунку дорослої людини виробляється близько 2 л шлункового соку. Базальна (тобто в стані спокою, не стимульована їжею, хімічними стимуляторами тощо) секреція у чоловіків становить (у жінок на 25-30 % менше): — шлункового соку — 80-100 мл /год; — соляної кислоти — 25-50 ммоль /год; — пепсину — 20-35 мг /ч. Максимальна продукція соляної кислоти у чоловіків 22-29 ммоль /год, у жінок — 16-21 ммоль /ч.

### Фізичні властивості шлункового соку
Шлунковий сік практично безбарвний і не має запаху. Зеленуватий або жовтуватий колір показує на наявність домішок жовчі та патологічного закидання вмісту дванадцятипалої кишки внаслідок дуоденогастрального рефлюксу. Червоний або коричневий відтінок може бути через домішки крові. Неприємний гнильний запах зазвичай є наслідком серйозних проблем з евакуацією шлункового вмісту в кишку. У нормі в шлунковому соку є лише невелика кількість слизу. Помітна кількість слизу в шлунковому соку говорить про запалення слизової шлунка.